# Желтухин, Николай Алексеевич
Николай Алексеевич Желтухин (13 ноября 1915 года, Воронеж — 24 марта 1994 года, Дубна) — известный специалист в области механики и теплотехники, член-корреспондент АН СССР, лауреат Ленинской премии.

## Биография
Родился в обедневшей дворянской семье. Отец служил в торговых организациях, в молодые годы разделял взгляды эсеров.
Жил и учился в Воронеже, окончил ФЗУ при машиностроительном заводе. Сдав экзамены за первый курс экстерном, поступил сразу на второй курс Воронежского университета.
В 1937 году, будучи студентом 3 курса, за высказывание в адрес комсомола, квалифицированное как «антисоветская деятельность» оказывается в лагере близ г. Котласа. В лагере подал заявку на изобретение, связанное с новым способом зажигания авиационного двигателя, после чего стараниями Б. Стечкина и Ю. Румера был вызволен из лагеря.
В 1949 году окончил Высшие инженерные курсы при Московском высшем техническом училище им. Н. Э. Баумана.
С октября 1959 года работал в Сибирском отделении АН СССР, заведующий лабораторией процессов горения и смешения (№ 6), в 1970—1972 годах — заместитель директора, в 1976—1986 гг — заведующий отделом космических систем Института теоретической и прикладной механики СО АН СССР. В 1967—1971 годах — профессор Новосибирского государственного университета, в 1976—1983 годах — заместитель редактора Серии технических наук журнала «Известия СО АН СССР».
В 1939 году был направлен на работу в «шарашку» в КБ НКВД в Казани. С 1943 года переведен в подчинении будущему академику В. П. Глушко, занимавшемуся в шарашке разработкой ЖРД. В 1944 году досрочно освобожден со снятием судимости и продолжил работу в ОКБ-СД в Казани. Вместе с Глушко и ОКБ-СД переезжает в Химки в 1946 году для работы в ОКБ-456. Работает начальником расчетной бригады, начальником отдела технических расчетов. Создал методики расчета термодинамических характеристик двигателей, расчета камер сгорания и прочности отдельных агрегатов ЖРД. Автор работы по составлению системы уравнений двигателя, описывающих и объединяющих работу его основных узлов. Заложил основы расчетов влияния внутренних и внешних факторов на работу ЖРД. Под его руководством был выполнен комплекс расчетов по ЖРД РД-107 и РД-108 для ракеты Р-7. Николай Желтухин стал специалистом в области аэродинамики, турбулентности, тепловых двигателей.
В последние годы жизни по семейным обстоятельствам переехал в г. Дубна Московской области.
Скончался от сердечной недостаточности. Похоронен на Большеволжском кладбище в городе Дубна.

## Известные адреса
Новосибирск, Детский проезд

## Награды
Лауреат Ленинской премии (1957) за пуск первого искусственного спутника Земли, и Премии Совета Министров СССР (1985). Награждён орденами Трудового Красного Знамени (1956 — за первый пуск ракеты Р-5 с атомной боеголовкой, 1959), орденом Знак Почёта (1975) за заслуги в развитии советской науки и в связи с 250-летием АН СССР.